# الاستكشاف الأوروبي لقارة إفريقيا

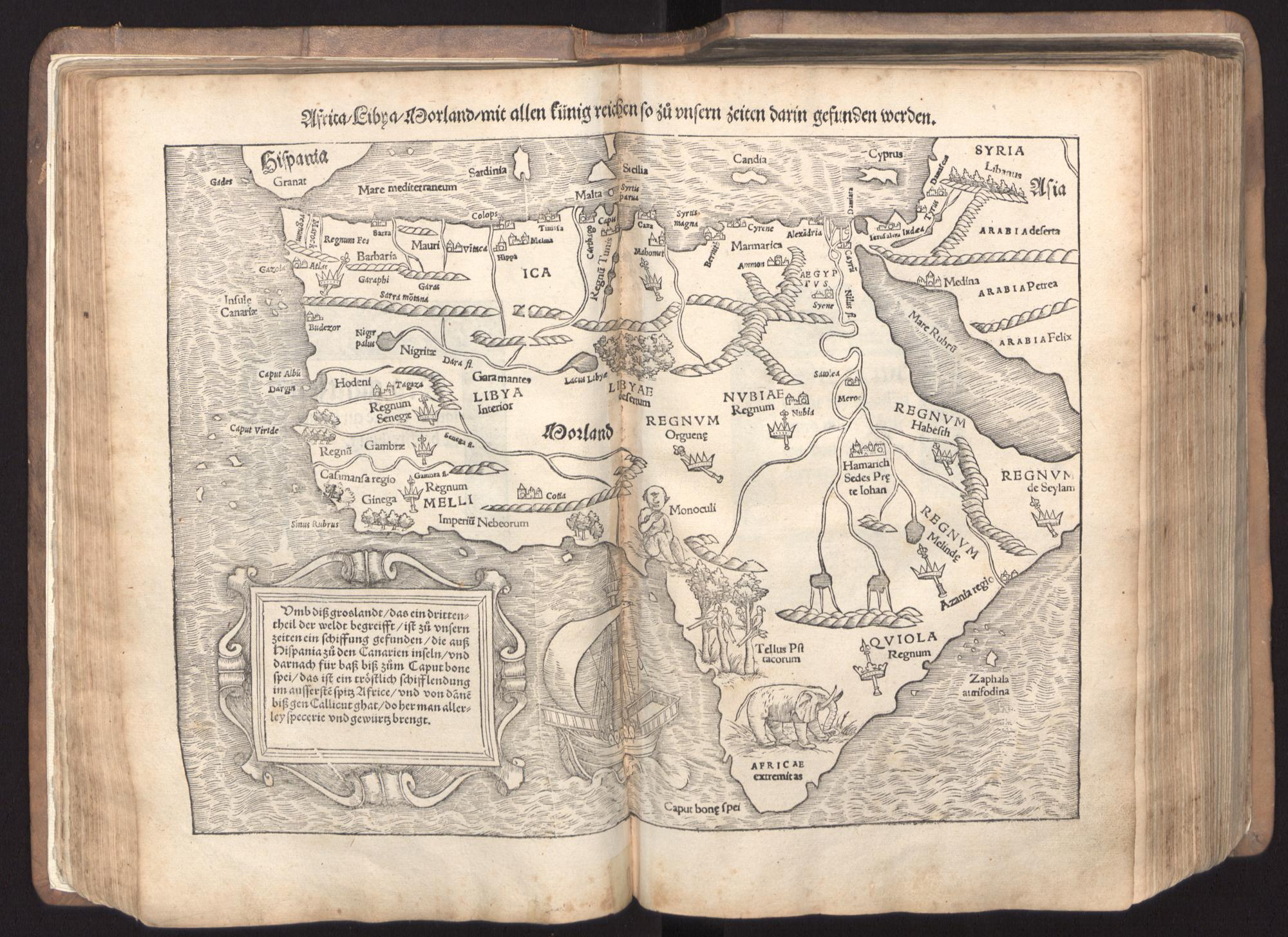

كانت جغرافية شمال إفريقيا معروفة جيدًا من قبل الأوروبيين منذ العصور القديمة الكلاسيكيّة في الجغرافيا اليونانيّة الرومانيّة. عُرِف شمال غرب أفريقيا (المغرب) باسم ليبيا أو أفريقيا، بينما كانت مصر تعتبر جزءًا من قارّة آسيا.
بدأ الاستكشاف الأوروبي لجنوب الصحراء الكبرى لأفريقيا مع بداية عصر الاستكشاف في القرن الخامس عشر، كانت البرتغال بقيادة المستكشف هنري أوّل الروّاد لهذا الاستكشاف. أول الواصلين إلى رأس الرجاء الصالح هو باتولوميو دياز في 12 مارس 1488، مما أدى إلى فتح الطريق البحري الهام إلى الهند والشرق الأقصى، ولكن الاستكشاف الأوروبي لأفريقيا نفسها بقي محدودًا خلال القرنين السادس عشر والسابع عشر. كانت القوى الأوروبية راضيةً عن إنشاء مراكز تجارية على طول الساحل في الوقت الذي كانوا فيه يستكشفون العالم الجديد ويستعمرونه بفعالية. تُرك استكشاف المناطق الداخلية في أفريقيا بمعظمها لتجّار العبيد العرب، الذين أقاموا مع الفتح الإسلامي للسودان شبكاتٍ بعيدةَ المدى ودعموا اقتصاد عدد من الممالك الساحلية خلال القرنين الخامس عشر والثامن عشر.
في بداية القرن التاسع عشر، كانت المعرفة الأوروبية للجغرافيا الداخلية لجنوب الصحراء الأفريقية لا تزال محدودة إلى حد ما، والرحلات الاستكشافية لجنوب أفريقيا حدثت خلال ثلاثينيات وثمانينيات القرن التاسع عشر، وحتى في منتصف القرن التاسع عشر وبداية التدافع الاستعماري لأفريقيا، اقتصرت الأجزاء غير المستكشفة الآن على ما اتضح كونه حوض الكونغو والبحيرات الأفريقية العظمى. بقي «قلب إفريقيا» هذا واحدًا من آخر «المناطق الفارغة» المتبقية على خريطة العالم في أواخر القرن التاسع عشر (إلى جانب القطب الشمالي والقطب الجنوبي وداخل حوض الأمازون). تُرك استكمال استكشاف أفريقيا بحلول سبعينيات القرن التاسع عشر للمستكشفين الأوروبيين في القرن التاسع عشر، بما في ذلك أولئك الذين يبحثون عن المصادر المشهورة لنهر النيل، ولاسيما جون هانينج سبيك والسير ريتشارد بيرتون وديفيد ليفينجستون وهنري مورتون ستانلي. بعد ذلك، كانت الجغرافيا العامة لأفريقيا معروفة، لكنها تُركت لمزيد من الرحلات الاستكشافية التي حدثت خلال الثمانينيات من القرن التاسع عشر وصاعدًا، خاصةً تلك التي قادها أوسكار لينز، لتجسّد المزيد من التفاصيل مثل البنية الجيولوجية للقارة.

## العصور القديمة
استكشف الفينيقيون شمال أفريقيا، وأقاموا عددًا من المستعمرات أبرزها قرطاج. قادت قرطاج ذاتها استكشافًا لغرب أفريقيا. من المحتمل أن يكون البحّارة الفينيقيون أوّل من طافوا القارّة الأفريقية في رحلة استكشافية بتكليف من الفرعون المصري نخاو الثاني في القرن السادس قبل الميلاد واستغرقت ثلاث سنوات. يقدّم هيرودوت (4.37) تقريرًا عن هذه الحملة الاستكشافية. أبحروا جنوبًا وداروا حول الرأس باتجاه الغرب وشقوا طريقهم شمالًا إلى البحر الأبيض المتوسط ثم عادوا إلى ديارهم. وذكر أنهم توقفوا مؤقتًا في كل عام لزرع وحصد الحبوب. يشك هيرودوت نفسه في تاريخ هذا العمل البطولي، والذي حدث قبل حوالي 120 عامًا من ولادته؛ غير أنّ سبب عدم تصديقه للقصة هو ما أعلن عنه البحارة عندما أبحروا على طول الساحل الجنوبي لأفريقيا، إذ وجدوا أن الشمس تقف على يمينهم في الشمال؛ هيرودوت، غير المدرك للشكل الكروي للأرض، وجد أنّ هذا الأمر من المستحيل تصديقه. اعتبر بعض المعلّقين هذا الظرف كإثبات على أن الرحلة مجرد قصة من التاريخ، لكن لا يزال هناك علماء آخرون يرفضون التقرير على أنّه من غير المحتمل أن يكون صحيحًا.
ربما استُكشف ساحل غرب أفريقيا بواسطة المستكشف هانو في رحلة استكشافية في القرن الخامس قبل الميلاد. لا يزال تقرير هذه الرحلة موجوداً في دليل الملاحة (الرحماني) باللغة اليونانية، والذي استشهد به المؤلفون اليونانيون لأوّل مرة في القرن الثالث قبل الميلاد. هناك بعض الشكوك فيما يتعلق بدقة المسافة التي قطعها هانو؛ من الواضح أنّه أبحر حتى سيراليون، وربما استمر إلى  غينيا أو حتى الغابون. ومع ذلك، يلاحظ روبن لاو أنّ بعض المعلقين تجادلوا بأنّ استكشاف هانو لم يأخذه إلى أبعد من جنوب المغرب.
سُمّيت أفريقيا باسم الشعب الأفريقي الذي استقر في منطقة تواجد تونس في اليوم الحالي. امتدت مقاطعة الرومانيين بأفريقيا على ساحل البحر المتوسط فيما يعرف الآن باسم ليبيا وتونس والجزائر. كانت أجزاء من شمال أفريقيا في شمال الصحراء معروفة في العصور القديمة. قبل القرن الثاني قبل الميلاد، كان الجغرافيون اليونانيون غير مدركين أن المساحة البرية التي كانت تعرف آنذاك باسم ليبيا قد توسعت جنوب الصحراء، على افتراض أن الصحراء محدودة بالمحيط من الخارج. في الواقع، اعتبر الإسكندر الأكبر، وفقًا لكتاب الأرواح لبلوتارخوس، أنّ الإبحار من منابع نهر إندوس إلى مقدونيا مرورًا بجنوب أفريقيا هو طريق مختصر مقارنة بالطريق البري. كان لا يزال إراتوستين حوالي عام 200 قبل الميلاد يفترض أن توسع مساحة اليابسة لا يتجاوز الجنوب من القرن الأفريقي.
في العصر الإمبراطوري الروماني، كان القرن الأفريقي معروفًا لدى الجغرافيين المتوسطيين. قد تتوازى نقطة التجارة في سوق رابتا، الموصوفة على أنّها «آخر سوق لآزانيا»، مع ساحل تنزانيا. يبدو أن كتاب محيط البحر الأريتيري، الذي يعود إلى القرن الأوّل الميلادي، يوسّع المعرفة الجغرافية أقصى الجنوب وإلى جنوب شرق أفريقيا. تشمل خريطة العالم لبطليموس في القرن الثاني أن القارة الأفريقية تمتد إلى الجنوب أكثر بكثير من القرن الأفريقي، ولكن ليس لديها تفاصيل جغرافية جنوب خط الاستواء (من غير الواضح ما إذا كانت تحوي على خليج غينيا).

## تجارة العبيد العرب
في فترة العصور الوسطى، كان استكشاف المناطق الداخلية من الصحراء والساحل وكذلك على طول ساحل السواحلية وصولاً إلى موزمبيق مشروعاً للفتوحات الإسلامية وتجارة العبيد. كانت طرق الاستكشاف العربية «في اتجاه عقارب الساعة» والبرتغالية «عكس اتجاه عقارب الساعة» لتلتقي في موزمبيق في نهاية القرن الخامس عشر.
بعد غزوهم لشمال أفريقيا في القرن الثامن، توغّل المسلمون العرب بأفريقيا جنوب الصحراء في البداية على طول وادي النيل باتجاه النوبة، ثم لاحقاً عبر الصحراء باتجاه غرب أفريقيا. كانوا مهتمين بالتجارة عبر الصحراء، وخاصة في مجال العبيد. كان هذا التوسع في الثقافة العربية والإسلامية عملية تدريجية، استمر في معظم العصور الوسطى. تعرضت الممالك المسيحية في النوبة لضغوط منذ القرن السابع، ولكنها قاومت لعدة قرون. انهارت مملكة ماكوريا ودونغولا القديمة مع بداية القرن الرابع عشر. اتخذت الطرق الصوفية دورًا مهمًا في انتشار الإسلام في أفريقيا خلال القرنين التاسع والرابع عشر، والتي انتشرت جنوبًا عبر طرق التجارة بين شمال أفريقيا ومملكتي جنوب الصحراء الكبرى غانا ومالي. على ساحل غرب أفريقيا، أقاموا زوايا على شواطئ نهر النيجر. أصبحت إمبراطورية مالي إسلاميةً بعد حجّ موسى الأوّل لمالي في عام 1324. أصبحت تمبكتو مركزًا مهمًا للثقافة الإسلامية جنوب الصحراء الكبرى. تم تدمير ألوديا، وهي آخر بقايا المسيحية في النوبة، من قبل فنجي في عام 1504.

## قائمة بالمستكشفين لأفريقيا

### في القرن الخامس عشر
- ديوجو تساو
- ديوجو دي أزامبوجا
- بارتولوميو دياس
- جواو إنفانتي
- جواو جريغو
- الفارو مارتينز
- بيتر دياس
- جيل اينز
- نونو تريستاو
- أنتاو غونسالفيس
- دينيس دياس
- الفارو فرنانديز
- بيتر سينترا
- فرناو دو بو
- ألفيس كاداموستو (من مواليد مدينة البندقية)
- أنطونيو دي نولي (من مواليد جنوة)
- ديوجو جوميز
- الفارو كامينها
- جواو دي سانتاريم
- بيدرو إسكوبار
- دوارتي باتشيكو بيريرا
- لوبيز غونسالفيس (والمحيط الأطلسي)

### أوائل القرن العشرين
- جان تشيكانوفسكي
- ويليام إدجار جيل
- كازيميرز نواك